# SEIKO MATSUDA Count Down Live Party 2011-2012
『SEIKO MATSUDA Count Down Live Party 2011-2012』（セイコ・マツダ・カウント・ダウン・ライヴ・パーティ・2011-2012）は、松田聖子のライブ・ビデオ。2012年3月28日発売。発売元はユニバーサルシグマ。

## 解説
2011年12月31日から2012年1月1日にかけて東京体育館にて行われたカウントダウン・ライヴの模様を収録したDVD。
神田沙也加がゲスト出演。
第62回NHK紅白歌合戦との中継が行われ、神田とともに「上を向いて歩こう」を歌唱。その模様はボーナス・トラックとして収録されている。
初回限定盤と通常盤の2形態で発売。

## 収録曲
1. 夏服のイヴ
2. 瑠璃色の地球
3. ever since /神田沙也加
4. AQUARIUS
5. Je t'aime
6. 冬の妖精
7. いそしぎの島
8. Sailing
9. ボン・ボヤージュ
10. 野ばらのエチュード
11. 風立ちぬ
12. LIBERTY /神田沙也加
13. 特別な恋人
14. 赤いスイートピー
15. 硝子のプリズム
16. Eighteen
17. 青い珊瑚礁
18. 渚のバルコニー
19. Rock'n Rouge
20. チェリーブラッサム
21. 夏の扉
22. Strawberry Time
23. 20th Party
24. 上を向いて歩こう /松田聖子・神田沙也加（ボーナストラック）